# Noël d'Irlande
Noël d'Irlande est une mélodie d'Augusta Holmès composée en 1897.

## Composition
Augusta Holmès compose Noël d'Irlande en 1897 sur un poème qu'elle écrit elle-même. Il existe trois versions : une pour contralto en ré majeur, une pour mezzo-soprano ou baryton et une pour soprano ou ténor. L'illustration est due à Madeleine Lemaire. L'œuvre est publiée aux Éditions Heugel la même année,.

## Réception
En 1897, Charlotte Wyns interprète la mélodie à la salle des fêtes du Grand Hôtel, puis à la salle Erard, par M. Edwy, enfin à la salle du Grand-Orient, c'est Arthur Cobalet qui l'interprète. En 1898, Paul Seguy chante le Noël d'Irlande au Cercle milliaire, puis c'est au tour de Mme Poirier qui fait de même. Elle est aussi jouée, la même année, à Marseille, à l'Institut libre de chant et de déclamation. En 1902, c'est Mme de Nuovina qui chante la mélodie à l'Opéra-Comique. À la mort d'Augusta Holmès, Noël d'Irlande est citée comme l'une de ses mélodies les plus connues. Après la mort de la compositrice, l'œuvre continue d'être jouée comme en 1904, par Mlle Cauchy, en 1909 par Roger Destéract, puis elle est jouée à Reims en 1913 par Edmond Bastide.